# جيف جورج
جيف جورج (بالإنجليزية: Jeff George)‏ هو لاعب كرة قدم أمريكية أمريكي، ولد في 8 ديسمبر 1967 في إنديانابوليس في الولايات المتحدة.

## وصلات خارجية
- جيف جورج على موقع مرجع كرة القدم المحترفة.كوم (الإنجليزية)